# Tensfeld
Tensfeld est une commune allemande du Schleswig-Holstein, située dans l'arrondissement de Segeberg (Kreis Segeberg), à 15 kilomètres au nord de la ville de Bad Segeberg. Tensfeld est l'une des huit communes de l'Amt Bornhöved dont le siège est à Trappenkamp.